# Slawien

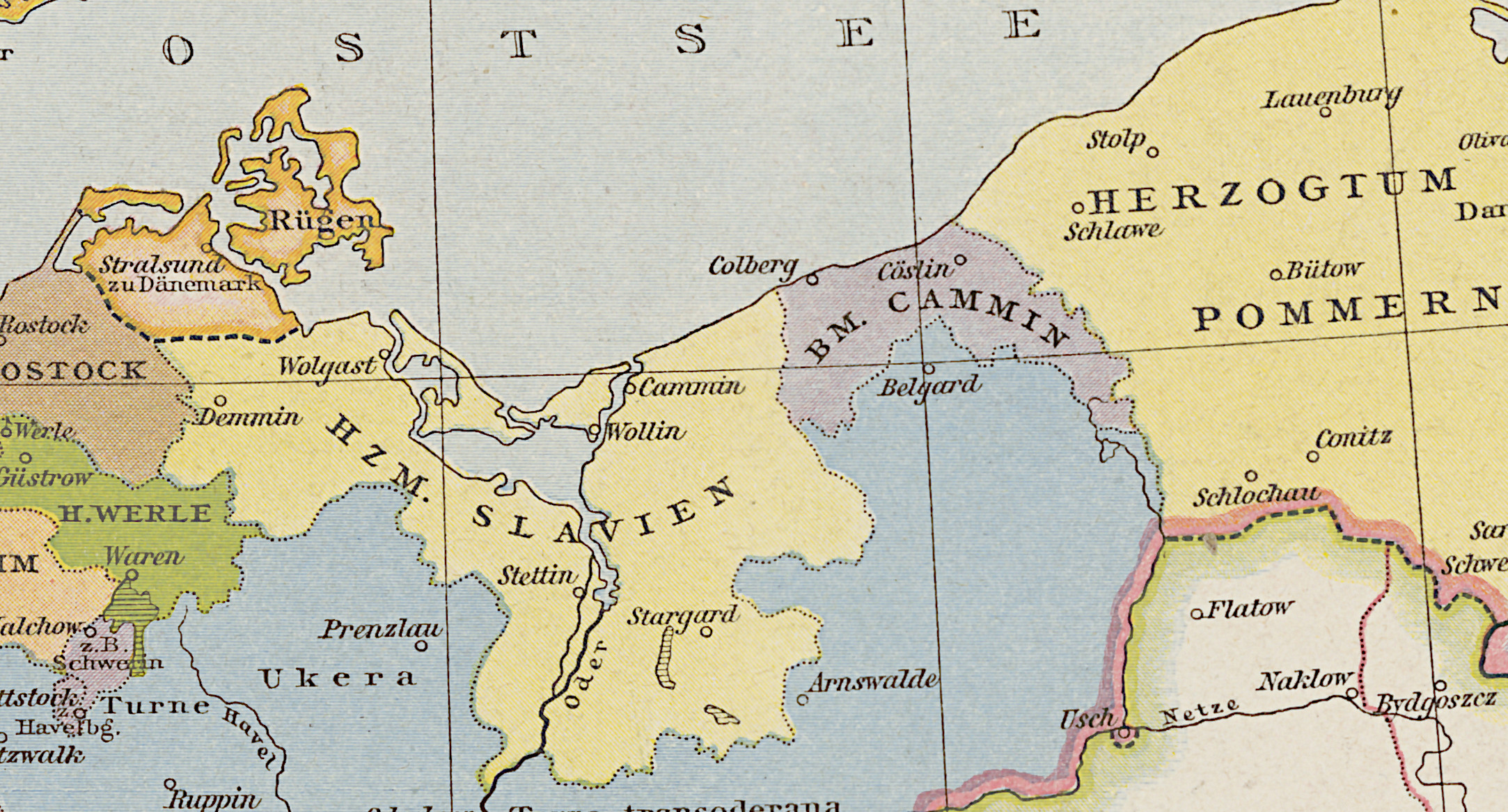
Herzogtum Slawien um 1250

Slawien war im Mittelalter eine Bezeichnung für eine Region in Pommern, deren Gebiet zwischen Peene und Persante lokalisiert wird. Slawien umfasste im Wesentlichen den östlichen Teil des heutigen Vorpommern und den östlichen Teil der Brandenburgischen Uckermark, Hinterpommern, der heute zur polnischen Woiwodschaft Westpommern gehört.
Bogislaw I. wurde 1181 in Lübeck als Herzog von Slavien in den Reichsfürstenstand erhoben.